# Brachiozoa
No confundir con Branchiopoda, una clase de crustáceos; ni con Brachiopoda, taxón incluido en este.
Brachiozoa es una agrupación de animales lofoforados que incluye Brachiopoda y Phoronida.